# Jean Cochet
Pour les articles homonymes, voir Cochet.
L'abbé Jean Cochet, né le 10 juillet 1698 à Faverges (Genevois) et mort le 8 juillet 1771 à Paris, est un professeur de philosophie au collège Mazarin, principal du collège du Cardinal-Lemoine recteur de l'université de Paris à partir de 1748.

## Biographie
Il est le fils de Jean-Baptiste Cochet, commis au banc à sel, et de Charlotte Viollet : « Du 10 juillet 1698 - est né et le lendemain a été baptisé Jean, fils de Me Jean Baptiste Cochet et de la Charlotte Viollet, sa femme. Le parrain a esté Me Jean Delachenal bourgeois d'Annessy ; la marraine honorable Anne Marie Morens bourgeoise d'Annessy. Signé Chappaz, minister et vicarius fabricarum » (registre des baptêmes de Faverges -1698)
Après des études théologiques en Sorbonne, il est ordonné prêtre le 23 décembre 1724. Il devient docteur en théologie en 1730, en soutenant sa thèse Quis sapiens ? (Bibl.Nat. - dép.Mss. Joly de Fleury, 85, f°319).
Il se fait connaître à l'occasion d'une traduction de l'ouvrage de Pierre Varignon (Éléments de Mathématique, Paris, Brunet, 1731), à Paris et en 1734 à Amsterdam,.

## Ouvrages
- La clef des sciences & des beaux arts : ou, La logique, (Paris, J.Desaint et C.Saillant, in-8°, XXIV-238 p.)1750
- La Métaphysique, qui contient de l'ontologie, la théologie naturelle et la pneumologie, (Paris, J.Desaint, 1753, in-8°, XVI-360 p.)
- La Morale, (Paris, C.-J.-B.Hérissant, 1755, in-8°, XIV-291 p.)
- La physique expérimentale et raisonnée, qui contient en abrégé ce que cette science a de plus intéressant (Paris, C.Hérissant fils, 1766, in-8°, IV-319 p.)